# Ormia guianica
Ormia guianica är en tvåvingeart som beskrevs av Charles Howard Curran 1934. Ormia guianica ingår i släktet Ormia och familjen parasitflugor.
Artens utbredningsområde är Guyana. Inga underarter finns listade i Catalogue of Life.